# N11 (Kamerun)
Die N11 ist eine Ringstraße in Bamenda, Kamerun, und ist 324 Kilometer lang. Sie ist die einzige Ringstraße in Kamerun, die als Fernstraße geführt wird.